# Nerf grand palatin
Le nerf grand palatin (ou nerf palatin antérieur) est une branche terminale du ganglion sphéno-palatin.

## Trajet
Le nerf grand palatin est  une branche du ganglion sphéno-palatin.
Il est accompagné de l'artère palatine descendante.
Dès sa naissance, il descend par une gouttière sur la face externe de la lame verticale de l'os palatin, puis se poursuit dans le canal grand palatin vers l'avant et vers le bas.
A ce niveau il donne des rameaux pénétrant dans la cavité nasale qui se ramifient dans la muqueuse du cornet nasal inférieur.
Il émerge sur le palais osseux par le foramen grand palatin.
Il passe ensuite en avant dans un sillon du palais osseux, presque aussi loin que les incisives.

## Zone d'innervation
Le nerf grand palatin porte à la fois les fibres sensorielles du nerf maxillaire et les fibres parasympathiques du nerf du canal ptérygoïdien.
Il innerve les gencives, la muqueuse et les glandes du palais dur.
Il communique en avant avec les filaments terminaux du nerf naso-palatin.

## Aspect clinique
Le nerf grand palatin peut être anesthésié pour effectuer des interventions dentaires sur les dents du maxillaire, ou pour une chirurgie d'une fente labio palatine.